# UGC 4057
PGC 22127 = UGC 4057 ist eine Spiralgalaxie vom Hubble-Typ Sa im Sternbild Giraffe am Nordsternhimmel. Sie ist schätzungsweise 177 Millionen Lichtjahre von der Milchstraße entfernt. Gemeinsam mit vier anderen Galaxien bildet sie die Galaxiengruppe „LGG 149“.

## UGC 4057-Gruppe (LGG 149)
| Galaxie   | Alternativname | Entfernung/Mio. Lj |
| --------- | -------------- | ------------------ |
| PGC 22127 | UGC 4057       | 173                |
| UGC 4028  | PGC 21971      | 182                |
| UGC 4014  | PGC 21896      | 182                |
| PGC 22649 | NGC 2523A      | 175                |
| PGC 23025 | NGC 2523B      | 177                |